# Luciano Catenacci
Luciano Catenacci (Roma, 15 aprile 1933 – Melbourne, 4 ottobre 1990) è stato un attore italiano, attivo anche come direttore di produzione.

## Biografia
Dotato di un volto particolare e di una certa fotogenia che fa risaltare i suoi occhi profondi ed espressivi, perfetta per i ruoli da cattivo o da malavitoso nei film polizieschi all'italiana o in quelli d'avventura, Catenacci divenne un caratterista molto richiesto per ruoli di secondo o terzo piano, specializzandosi come mafioso, pistolero o aguzzino.
Ha infatti partecipato a molti western, a qualche film di Bud Spencer e Terence Hill e a parecchi polizieschi a cavallo tra gli anni sessanta e anni settanta, a film con accanto anche Maurizio Merli e Tomas Milian, sempre come antagonista. Seguendo la moda corrente di quell'epoca, utilizzò alcuni pseudonimi come Max Lawrence e soprattutto Luciano Lorcas, con il quale appare sovente nei titoli, fino ad assumere definitivamente il proprio nome dagli inizi degli anni settanta. Ottimo attore di carattere, interpreta una grande quantità di pellicole anche di produzione straniera.
Tra le sue interpretazioni più note, il malavitoso Maione nel film di Umberto Lenzi Milano odia: la polizia non può sparare, con Henry Silva, per poi diventare ben più noto nell'unico film in cui ha recitato come co-protagonista, Pari e dispari, nella parte di Paracoulis detto "il greco", capo di una banda di allibratori clandestini e grandissimo giocatore di poker. Doppiato da Nando Gazzolo interpretò Benito Mussolini nel film Girolimoni, il mostro di Roma, con Nino Manfredi. Catenacci è deceduto improvvisamente nel 1990 in seguito a un attacco cardiaco, all'età di 57 anni, mentre si trovava a Melbourne.

## Filmografia

Catenacci in Amico, stammi lontano almeno un palmo (1972) di Michele Lupo

- Un giorno da leoni, regia di Nanni Loy (1961)
- Io uccido, tu uccidi, regia di Gianni Puccini (1965)
- Mark Donen agente Zeta 7, regia di Giancarlo Romitelli (1966)
- Operazione paura, regia di Mario Bava (1966)
- Come rubare un quintale di diamanti in Russia, regia di Guido Malatesta (1967)
- Un uomo, un cavallo, una pistola, regia di Luigi Vanzi (1967)
- La più grande rapina del West, regia di Maurizio Lucidi (1967)
- Una colt in pugno al diavolo, regia di Sergio Bergonzelli (1967)
- Un colpo da re, regia di Angelo Dorigo (1967)
- Una ragazza piuttosto complicata, regia di Damiano Damiani (1968)
- Seduto alla sua destra, regia di Valerio Zurlini (1968)
- Il figlio di Aquila Nera, regia di Guido Malatesta (1968)
- Testa di sbarco per otto implacabili, regia di Alfonso Brescia (1968)
- La battaglia di El Alamein, regia di Giorgio Ferroni (1969)
- Dove si spara di più, regia di Gianni Puccini (1969)
- Uccidete Rommel, regia di Alfonso Brescia (1969)
- Ora X - Pattuglia suicida, regia di Gaetano Quartararo (1969)
- La battaglia del Sinai, regia di Maurizio Lucidi (1969)
- 36 ore all'inferno, regia di Roberto Bianchi Montero (1969)
- Quella dannata pattuglia, regia di Roberto Bianchi Montero (1969)
- Rangers attacco ora X, regia di Roberto Bianchi Montero (1970)
- Nelle pieghe della carne, regia di Sergio Bergonzelli (1970)
- Confessione di un commissario di polizia al procuratore della repubblica, regia di Damiano Damiani (1971)
- Il corsaro nero, regia di Lorenzo Gicca Palli (1971)
- Il venditore di morte, regia di Lorenzo Gicca Palli (1971)
- La corta notte delle bambole di vetro, regia di Aldo Lado (1971)
- Amico, stammi lontano almeno un palmo, regia di Michele Lupo (1972)
- Si può fare... amigo, regia di Maurizio Lucidi (1972)
- Il clan dei marsigliesi, regia di José Giovanni (1972)
- Afyon - Oppio, regia di Ferdinando Baldi (1972)
- Girolimoni, il mostro di Roma, regia di Damiano Damiani (1972)
- Si può essere più bastardi dell'ispettore Cliff?, regia di Massimo Dallamano (1973)
- Ci risiamo, vero Provvidenza?, regia di Alberto De Martino (1973)
- Una vita lunga un giorno, regia di Ferdinando Baldi (1973)
- Tutti i figli di Mammasantissima, regia di Alfio Caltabiano (1973)
- Carambola, regia di Ferdinando Baldi (1973)
- Milano odia: la polizia non può sparare, regia di Umberto Lenzi (1974)
- Perché si uccide un magistrato, regia di Damiano Damiani (1974)
- L'uomo della strada fa giustizia, regia di Umberto Lenzi (1975)
- Il giustiziere sfida la città, regia di Umberto Lenzi (1975)
- Roma a mano armata, regia di Umberto Lenzi (1976)
- Vai gorilla, regia di Tonino Valerii (1976)
- Goodbye & Amen, regia di Damiano Damiani (1977)
- La banda del gobbo, regia di Umberto Lenzi (1977)
- I due superpiedi quasi piatti, regia di Enzo Barboni (1977)
- Circuito chiuso, regia di Giuliano Montaldo (1978)
- Il grande attacco, regia di Umberto Lenzi (1978)
- Un uomo in ginocchio, regia di Damiano Damiani (1978)
- L'ultimo guappo, regia di Alfonso Brescia (1978)
- Pari e dispari, regia di Sergio Corbucci (1978)
- Il giocattolo, regia di Giuliano Montaldo (1979)
- Il leone del deserto (Lion of the Desert), regia di Mustafa Akkad (1980)
- Women of the Sun – miniserie TV (1981)
- Un passo avanti (Moving Out), regia di Michael Pattinson (1983)
- Street Hero, regia di Michael Pattinson (1984)
- Initiation, regia di Michael Pearce (1987)
- The Bit Part, regia di Brendan Maher (1987)
- Un grido nella notte (A Cry in the Dark - Evil Angels), regia di Fred Schepisi (1988)
- Police Crop: The Winchester Conspiracy – film TV (1990)
- Il sole buio, regia di Damiano Damiani (1990)
- Volevo i pantaloni, regia di Maurizio Ponzi (1990)

## Doppiatori
- Luciano De Ambrosis in Il figlio di Aquila Nera, L'uomo della strada fa giustizia, Roma a mano armata, Vai gorilla, La banda del gobbo
- Michele Gammino in Perché si uccide un magistrato, Il giustiziere sfida la città, Un uomo in ginocchio
- Sergio Fiorentini in Milano odia: la polizia non può sparare, I due superpiedi quasi piatti, Pari e dispari
- Nando Gazzolo in Amico, stammi lontano almeno un palmo, Girolimoni, il mostro di Roma
- Aldo Giuffré in Seduto alla sua destra
- Mario Feliciani in La più grande rapina del West
- Pino Colizzi in Confessione di un commissario di polizia al procuratore della repubblica
- Glauco Onorato in Una vita lunga un giorno
- Ferruccio Amendola in L'ultimo guappo
- Arturo Dominici in Il giocattolo
- Sergio Tedesco in Una colt in pugno al diavolo
- Gino Donato in Volevo i pantaloni
- Carlo Baccarini in Si può fare... amigo
- Antonio Guidi in Quella dannata pattuglia
- Silvano Tranquilli in Rangers attacco ora X
- Rino Bolognesi in La battaglia di El Alamein
- Sandro Iovino in Uccidete Rommel
- Renato Mori in La battaglia del Sinai